# Kurt Friedrich (Volkswirt)
Kurt Albin Friedrich (* 30. Mai 1903 in Hildburghausen; † 13. August 1944 im Polizeigefängnis Fuhlsbüttel) war ein deutscher Volkswirt, kommunistischer Widerstandskämpfer gegen den Nationalsozialismus und NS-Opfer.

## Leben
Friedrich besuchte die Volksschule und eine höhere Bildungseinrichtung, auf der er die Hochschulreife erwarb. Danach nahm er ein Studium der Volkswirtschaft auf, das er mit dem Examen abschloss. Friedrich ging nach Hamburg, wo er bei der Firma IG Farben eine Tätigkeit als kaufmännischer Angestellter aufnahm. In der Zeit der Weimarer Republik trat er in die Kommunistische Partei Deutschlands (KPD) ein und engagierte sich gegen den aufkommenden Nationalsozialismus. Auch nach der Machtübertragung an die NSDAP beteiligte er sich zusammen mit seiner Ehefrau Gerda am illegalen Widerstand und setzte diesen fort trotz mehrmaliger Verhaftung. Er bekam Verbindung zur Widerstandsgruppe „Bästlein-Jacob-Abshagen“, zu deren Leitungskreis er gehörte. Im Informations-Apparat (IA) der KPD sammelte er Material und gab es weiter, in dem die Wehrmachtsberichte kritisch hinterfragt wurden. Am 13. Juni 1944 wurde er von der Gestapo verhaftet und in das Polizeigefängnis Fuhlsbüttel eingeliefert und schwer gefoltert. An den Folgen dieser Folter starb er zwei Monate später.

## Ehrung
- Vor dem ehemaligen Wohnhaus des Ehepaares in der Höltystraße 15 im Stadtteil Uhlenhorst von Hamburg-Nord verlegte der Aktionskünstler Gunter Demnig zu seiner Erinnerung einen Stolperstein.